# Сафет Зец
Сафет Зец (Рогатица, 5. децембар 1943) јесте босанскохерцеговачки сликар и графички дизајнер.

## Биографија
Сафет Зец је рођен у граду Рогатици, СР Босна и Херцеговина, у бошњачкој породици. Завршио је Школу примијењених умјетности у Сарајеву 1964. године. Године 1969. Зец је дипломирао на Универзитету ликовних уметности у Београду, а потом 1972. године завршио постдипломске студије на истом факултету.
Седамдесетих година Зец је постао један од најзначајнијих сликара поетског реализма . До 1989. године са породицом је живео и радио у Београду, а потом се вратио у Сарајево. Напустио је Сарајево 1992. године због рата у Босни и пресело се у Удине у Италији. Био је један од најпознатијих уметника у Југославији почетком деведесетих.
Сафет Зец је имао преко 70 самосталних изложби у Босни и Херцеговини и великим градовима широм свијета. Члан је и Удружења ликовних умјетника Босне и Херцеговине.
Добитник је преко 20 награда и признат је за свој рад. Одликован је Орденом уметности и књижевности Француске 2007. Његови радови се налазе у великим европским и међународним галеријама, као иу приватним колекцијама.
Данас живи и ради у Венецији, Сарајеву, Паризу и Почитељу.

## Одабрана дела
- Соба моје сестре
- Бакаревићева ложа
- Велика соба
- Куће и лишће
- Прозори
- Велика кућа на Бистрику која више не постоји
- Серија слика Сребреница
- Il pane della carità